# Eudiocrinus eoa
Eudiocrinus eoa is een haarster uit de familie Eudiocrinidae.
De wetenschappelijke naam van de soort werd in 1941 gepubliceerd door Austin Hobart Clark.